# 智頭消防団本町分団屯所

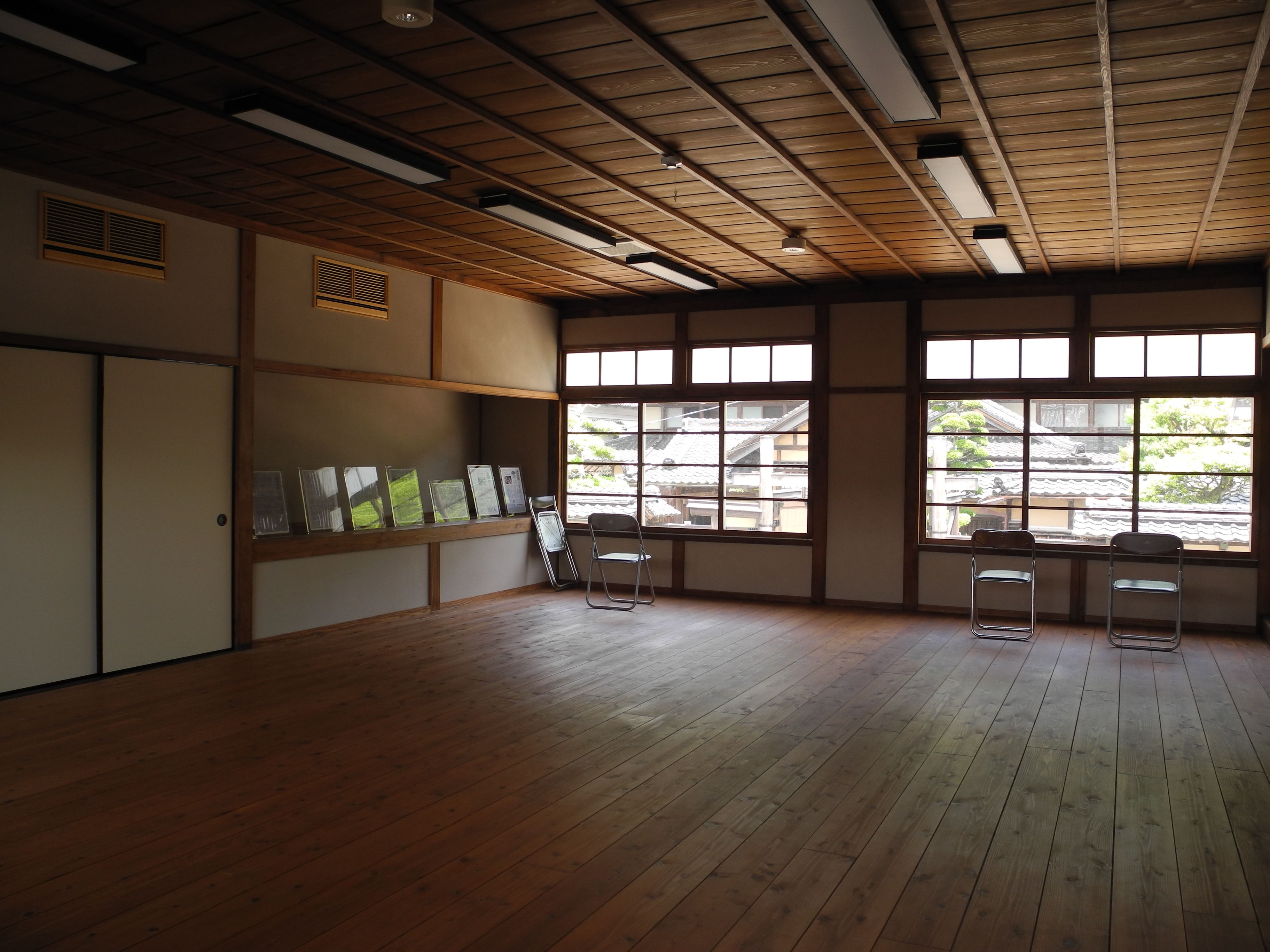
二階室内

智頭消防団本町分団屯所（ちづしょうぼうだんほんまちぶんだんとんしょ）は、鳥取県八頭郡智頭町にある歴史的建造物。国の登録有形文化財。

## 概要
智頭宿の智頭往来沿い、石谷家住宅の真向かいに1941年に建設された現役の消防屯所である。洋風建築であるが、戦前の消防施設らしく火の見櫓が設置されている。
2000年に、昭和時代初期の消防屯所建築として貴重であり歴史的景観に寄与しているとして国登録有形文化財に登録された。また、2012年に智頭町の『智頭町消防団本町分団屯所の設置及び管理に関する条例』が施行され、「智頭町の文化財として、文化の向上、地域防災及び町の活性化に資する施設」と位置づけられている。

## 交通アクセス
- 智頭急行またはJR因美線、 智頭駅 徒歩約15分